# 福島弘和
福島 弘和（ふくしま ひろかず、1971年7月30日 - ）は、日本の作曲家、編曲家、オーボエ奏者。

## 人物・来歴
群馬県前橋市生まれ。
小学生の時はトランペットを吹いていたが、中学校からオーボエを始める。高校時代に吹奏楽編曲を手がけてからは、作曲にも興味を持つ。
群馬県立前橋南高等学校を経て、東京音楽大学卒業、同大学研究科修了。オーボエを吉良憲裕、浜道晁に、作曲を有馬礼子に師事。
主に吹奏楽作品を手掛けており、1998年度全日本吹奏楽コンクールには『稲穂の波』、2000年度の同コンクールには『道祖神の詩』が課題曲に選出された。2003年に『柳絮の舞』で下谷賞を受賞。2007年に『アイヌ民謡「イヨマンテ」の主題による変奏曲』、2012年に『パッサカリアとトッカータ』、2013年に『シンフォニックダンス』、2015年に『吹奏楽のための交響的断章』で下谷奨励賞を受賞。2018年には『行進曲「春」』が2019年度の全日本吹奏楽コンクール課題曲に委嘱作品として選出。同年、『舞踏幻想曲「ハンヤ」』でJBA下谷賞を受賞。
好物はカレー。

## 主な作品
| 年   | 曲名                                               | 委嘱団体・受賞経歴                                                                        |
| ---- | -------------------------------------------------- | ----------------------------------------------------------------------------------------- |
| 1998 | 稲穂の波                                           | 1998年度第46回全日本吹奏楽コンクール課題曲II                                              |
| 2000 | シンフォニエッタ                                   |                                                                                           |
| 2000 | 道祖神の詩                                         | 第10回朝日作曲賞受賞 2000年度第48回全日本吹奏楽コンクール課題曲I                          |
| 2001 | 吹奏楽のためのエッセイ                             |                                                                                           |
| 2001 | 北からの風よ 〜いのちのうた〜                      | 群馬県国民文化祭 第6回 21世紀の吹奏楽“響宴”入選                                           |
| 2003 | スーホの白い馬～語りと音楽のための～               | 群馬県・おおたウインドオーケストラ                                                        |
| 2003 | 祝典序曲「未来への扉」                             | 埼玉県・本庄第一高等学校創立80周年記念                                                    |
| 2004 | 柳絮(りゅうじょ)の舞                               |                                                                                           |
| 2004 | 祝典序曲「祈りは時の流れに輝く」                   | 宮城県仙台第一高等学校吹奏楽部創部50周年記念                                              |
| 2005 | 山寺にて～奥の細道の奥～                           | 山形大学吹奏楽部                                                                          |
| 2005 | 桜華幻想                                           | 群馬県立前橋東高等学校吹奏楽部                                                            |
| 2005 | せんばやま変奏曲                                   |                                                                                           |
| 2005 | 雲の信号                                           |                                                                                           |
| 2006 | チュプカムイ                                       | 航空自衛隊中部航空音楽隊                                                                  |
| 2006 | 百年祭                                             | 奈良県立城内高等学校吹奏楽部                                                              |
| 2006 | 交響的詩曲「走れメロス」                           | 東京都・江戸川女子高等学校吹奏楽部                                                        |
| 2006 | アイヌ民謡「イヨマンテ」の主題による変奏曲         | 東京都・創価グロリア吹奏楽団 第10回 21世紀の吹奏楽“響宴”入選                              |
| 2006 | 梁塵秘抄〜熊野古道の幻想〜                         | 和歌山県立田辺中学高等学校吹奏楽部                                                        |
| 2006 | アミュレット                                       | 奈良県立城内高等学校吹奏楽部                                                              |
| 2007 | 東方見聞録～バッカナール、アジアの宴～             | 埼玉県・本庄第一高等学校吹奏楽部                                                          |
| 2007 | 春に寄せて 〜風は光り、春はひらめく〜              | 奈良県立片桐高等学校                                                                      |
| 2007 | 星の天使 クレーの天使達に寄せて                    | 群馬県立万場高等学校吹奏楽部                                                              |
| 2007 | プリオシンコーストの幻想                           | 千葉県立松戸矢切高等学校吹奏楽部                                                          |
| 2008 | てぃーちてぃーる 〜沖縄民謡による〜                | 埼玉県立与野高等学校吹奏楽部                                                              |
| 2008 | 風姿花伝 〜秘すれば花                              | 伊賀シンフォニックアカデミー吹奏楽団                                                      |
| 2008 | 交響的詩曲「蜘蛛の糸」                             | 福島県立磐城高等学校吹奏楽部                                                              |
| 2008 | 繭の夢 〜竜の舞う空〜                              | 宮城県小牛田農林高等学校吹奏楽部 学校創立120周年記念                                      |
| 2008 | いつも風 巡り会う空                                | 佐井村立佐井中学校吹奏楽部                                                                |
| 2008 | 夏の風プレリュード                                 | 群馬県立中央高等学校吹奏楽部                                                              |
| 2008 | ラッキードラゴン ～第五福竜丸の記憶～              | 埼玉県・春日部共栄高等学校吹奏楽部                                                        |
| 2008 | 白墨の輪へのオマージュ 〜グルシェの愛〜            | 福島県・帝京安積高等学校吹奏楽部                                                          |
| 2008 | ロマネスク〜アザレアの海                           | 群馬県立館林高等学校吹奏楽部                                                              |
| 2009 | 槿の花〜千利休の愛した女〜                         | 栃木県・白鷗大学足利高等学校吹奏楽部                                                      |
| 2009 | 初空に飛鳥(とぶとり)の如く                         | 奈良市立飛鳥中学校吹奏楽部                                                                |
| 2009 | 交響詩曲「西遊記」                                 | 京都府立福知山高等学校吹奏楽部 奈良県立情報商業高等学校吹奏楽部協同委嘱作品               |
| 2009 | 交響的詩曲「羅生門」彼の行方は誰も知らない         | 福島県立磐城高等学校吹奏楽部                                                              |
| 2009 | シンフォニエッタ第2番「祈りの鐘」                  | 埼玉県・春日部共栄高等学校吹奏楽部                                                        |
| 2010 | 願いを音に込めて                                   | 東京都中学校吹奏楽連盟創立50周年記念                                                      |
| 2010 | アトラス 〜夢への地図                              |                                                                                           |
| 2010 | シンフォニックダンス                               | おおたウインドオーケストラ 第16回 21世紀の吹奏楽“響宴”入選 平成25年下谷奨励賞受賞         |
| 2010 | ビジテリアン大祭                                   | 第13回 21世紀の吹奏楽“響宴”委嘱作品                                                       |
| 2010 | 交響的詩曲「地獄変」                               | 福島県立磐城高等学校吹奏楽部 第14回 21世紀の吹奏楽“響宴”入選                              |
| 2010 | パッサカリアとトッカータ                           | 大津シンフォニックバンド 第15回 21世紀の吹奏楽“響宴”入選                                  |
| 2010 | アベージュ アルカンシェル                          | 山形県立左沢高等学校                                                                      |
| 2010 | おきなぐさ ～宮澤賢治の愛でた花～                  | 東京都・足立ジュニア吹奏楽団                                                              |
| 2010 | 花の歌 PALE BLOOM OF WINTER PASSED                 | 群馬県・桐生市立商業高等学校吹奏楽部                                                      |
| 2010 | 森にいだかれて                                     | 栃木県・白鷗大学足利高等学校吹奏楽部                                                      |
| 2011 | 永訣の朝                                           | 豊南高等学校吹奏楽部                                                                      |
| 2011 | 風の旅                                             | 群馬県立桐生高等学校吹奏楽部                                                              |
| 2011 | 吹奏楽のための祝典序曲「トリニティー」             | 群馬県・邑楽館林地区吹奏楽連盟創立30周年記念                                              |
| 2012 | 帆を揚げて                                         | 精華女子高等学校吹奏楽部                                                                  |
| 2012 | 北溟(ほくめい)の鳥の詩                             | 青森県立八戸南高等学校吹奏楽部                                                            |
| 2012 | 山麓の街にて                                       | 長野県・野沢温泉村立野沢温泉中学校吹奏楽部                                                |
| 2012 | 謡(うたい)と舞 ～冬から春への情景～                | 青森県・むつ市立大畑中学校吹奏楽部                                                        |
| 2012 | よだかの星 〜音楽と語りのための〜                  | 群馬県・おおたウインドオーケストラ                                                        |
| 2012 | 「相馬流山」の主題による変奏曲                     | 福島県吹奏楽連盟50周年記念 第17回 21世紀の吹奏楽“響宴”入選                                |
| 2013 | 吹奏楽のためのアンティフォナ                       | 福島県・帝京安積高等学校吹奏楽部                                                          |
| 2013 | 吹奏楽のための協奏交響曲                           | 埼玉県・春日部共栄高等学校吹奏楽部                                                        |
| 2013 | 吹奏楽のための交響的断章                           | 茨城県・常総学院高等学校吹奏楽部                                                          |
| 2013 | 吹奏楽のためのパルティータ                         | 山形県立山形中央高等学校吹奏楽部 第20回 21世紀の吹奏楽“響宴”入選                          |
| 2014 | シンフォニック・ヴァリエーション                   | 埼玉県・春日部共栄高等学校初演                                                            |
| 2014 | 風のソネット                                       | 全日本吹奏楽連盟委嘱作品（楽しい吹奏楽Ⅲ収録曲）                                           |
| 2014 | 新しい朝に歌う                                     | 宮城県仙台第一高等学校吹奏楽部                                                            |
| 2014 | 吹奏楽の為の 祝典のための音楽                      | 群馬県立前橋商業高等学校吹奏楽部創立80周年記念                                            |
| 2015 | 祝典序曲「未来への翼」                             | 日本吹奏楽指導者クリニック第40会記念                                                      |
| 2015 | 吹奏楽のためのセレナーデ                           | 第19回 21世紀の吹奏楽“響宴”委嘱作品                                                       |
| 2015 | オーバード〜吹奏楽のための                         | フォスターミュージック                                                                    |
| 2016 | ランドスケープ 〜凧あげの見える風景〜              | 新潟県・三条吹奏楽団                                                                      |
| 2017 | 交響的狂詩曲                                       | 東京都・東海大学付属高輪台高等学校吹奏楽部                                                |
| 2017 | 舞踏幻想 ハンヤ                                    | 公益社団法人三州倶楽部創立100周年/明治維新150周年記念公演 第22回 21世紀の吹奏楽“響宴”入選 |
| 2017 | 「刈り干し切り唄」の主題による幻想曲               | 公益社団法人三州倶楽部創立100周年/明治維新150周年記念公演                                 |
| 2017 | 聖なる丘へ                                         | 東京都・多摩大学附属聖ヶ丘中学高等学校吹奏楽部                                            |
| 2018 | 「天地の道」〜西郷南洲へのオマージュ〜             | 鹿児島県・J.S.B.吹奏楽団                                                                  |
| 2018 | 吹奏楽のためのエッセイII                           | 山形県立山形東高等学校吹奏楽部                                                            |
| 2018 | 吹奏楽のための「夜想曲」                           | 大江戸シンフォニックウィンドオーケストラ                                                  |
| 2018 | シンフォニエッタ第3番「響きの森」                  | 東京都・東海大学付属高輪台高等学校吹奏楽部                                                |
| 2018 | たんぽぽ                                           | 大阪教育大学ウインドオーケストラ                                                          |
| 2019 | 行進曲「春」                                       | 全日本吹奏楽連盟委嘱作品 2019年度第67回全日本吹奏楽コンクール課題曲Ⅲ                      |
| 2019 | Landscape 草原の詩                                 | 陸上自衛隊 第1音楽隊                                                                      |
| 2019 | 音の香り                                           | 甲東ヌーヴェルヴァーグ・ウインドオーケストラ                                              |
| 2019 | 鳥たちの歌〜カタロニア民謡の主題による変奏曲       | 北海道・札幌市立厚別南中学校吹奏楽部                                                      |
| 2019 | ボレアス～北風の神の神話                           | 神奈川県・グラールウインドオーケストラ                                                    |
| 2019 | 麦の穂 風光り                                      | 群馬県立前橋南高等学校吹奏楽部                                                            |
| 2019 | アニマ メア ルーチェ                               | 東京都・東海大学付属高輪台高等学校吹奏楽部                                                |
| 2020 | 大地のいのり                                       | 札幌市立厚別南中学校吹奏楽部委嘱作品                                                      |
| 2020 | 祝典のための前奏曲「美しき花たちよ、今ここに輝け」 | 東京都・東海大学付属高輪台高等学校吹奏楽部                                                |
| 2020 | シンフォニエッタ第4番「憶いの刻」                  | 東京都・東海大学付属高輪台高等学校吹奏楽部                                                |
| 2021 | 風の時代                                           | 東京都・東海大学付属高輪台高等学校吹奏楽部                                                |
| 2021 | メテオライト 〜永遠に煌めく太陽の炎〜              | 東京都・東海大学付属高輪台高等学校吹奏楽部                                                |
| 2021 | 吹奏楽のためのエッセイⅢ                            | 甲子園学院中学校・高等学校吹奏楽部                                                        |
| 2022 | シンフォニエッタ第1番「大地の詩」                  | 川勝和哉ファミリーウインドオーケストラ                                                    |
| 2022 | シンフォニエッタ第5番「火焔の鳥」                  | 東京都・東海大学付属高輪台高等学校吹奏楽部                                                |
| 2022 | Mondo con amore 〜愛に満ちた世界〜                 | 東京都・東海大学付属高輪台高等学校吹奏楽部                                                |
| 2022 | 魔法の鍵                                           | 柏市立酒井根中学校吹奏楽部                                                                |
| 2023 | アウレア レゲンダ                                  | 東京都・東海大学付属高輪台高等学校吹奏楽部                                                |
| 2024 | シンフォニエッタ第6番「息吹の花」                  | 東海大学付属高輪台高等学校吹奏楽部                                                        |
| 2024 | 飛瀧幻想 ～炎の祭り～                              | 和歌山市吹奏楽団創設50周年記念                                                            |
| 2024 | ソプラノサックスとアルトサックスのための2重協奏曲  | 東海大学付属相模高等学校吹奏楽部                                                          |
| 2025 | 天空の花風                                         | 茨城県・ひたちなか交響吹奏楽団 創団30周年記念委嘱作品                                     |